# Henk-Jan Visser
Henk-Jan Visser (1980) is een Nederlandse schaker met een FIDE-rating van 2261 in 2015.
Van 28 t/m 30 oktober 2005 speelde Visser mee in het Micha Leuw Memorial, een onderdeel van het Eijgenbroodtoernooi dat in Amsterdam gespeeld werd. Karel van der Weide en Yochanan Afek wonnen dit toernooi met 3.5 uit 5. Michael Wunnink eindigde samen met Henk-Jan Visser met 2 punten op een gedeelde vierde plaats. 